# Никольская единоверческая церковь (Сарапул)
Никольская единоверческая церковь (Храм Святителя Николая Чудотворца) — недействующий единоверческий храм, расположенный в городе Сарапуле в Удмуртии. В настоящее время перестроен и используется не по назначению.

## История
Основанием для строительства единоверческого храма в Сарапуле было присоединение в июле 1836 года части старообрядцев Сарапула и окрестных селений к единоверию. В 1837 года в состав единоверческого прихода входили г. Сарапул, с. Кигбаево, д. Глухово, д. Борисово, д. Усть-Сарапулка, д. Лубянка, д. Черново, д. Лысово, д. Малые Калмыши, д. Большие Калмыши, д. Куюк, д. Тауново, д. Малая Поповка, д. Грязнуха, д. Горбуново, д. Юриха, д. Чепаниха, поч. Мыльниково, поч. Гари, поч. Опары, поч. Килин, поч. Шаршада, поч. Мушак, поч. Чушай, поч. Ковригинский, поч. Маракуши.
Храм построен в 1842—1848 годах. 7 июля 1848 года престол храма освящён во имя святителя Николая Чудотворца. К новой церкви был приписан Георгиевский единоверческий кладбищенский храм. Первоначально в Никольской церкви был только один престол, но в 1855 году над притвором обустроен тёплый храм с престолом во имя святителя Василия Великого, освящённым 22 декабря 1855 года. В 1891 году храм был расширен и освящён престол в честь Черниговской иконы Божией Матери.
Никольская церковь закрыта по распоряжению Удмуртского облисполкома от 23 мая 1932 года, а здание было передано под городскую гостиницу. По состоянию на 2018 год в здании расположен торговый центр «Элита».

## Архитектура
Храм представлял собой кирпичное сооружение в духе позднего классицизма. Основной объём храма был кубический, однокупольный. С востока и запада к нему примыкали равновеликие кубические алтарь и притвор, завершённые главками. С западной стороны была пристроена высокая колокольня. После закрытия здание капитально перестроено, венчания сломаны.